# Luzay
Luzay – miejscowość i gmina we Francji, w regionie Nowa Akwitania, w departamencie Deux-Sèvres.
Według danych na rok 1990 gminę zamieszkiwały 503 osoby, a gęstość zaludnienia wynosiła 24 osób/km² (wśród 1467 gmin regionu Poitou-Charentes Luzay plasuje się na 552. miejscu pod względem liczby ludności, natomiast pod względem powierzchni na miejscu 369.).